# کارل مارکوویکس
کارل مارکوویکس (انگلیسی: Karl Markovics؛ زادهٔ ۲۹ اوت ۱۹۶۳) یک هنرپیشه و کارگردان اهل اتریش است.
از فیلم‌ها یا برنامه‌های تلویزیونی که وی در آن نقش داشته‌است می‌توان به ناشناس، جاعلان، کمیسر رکس، هتل بزرگ بوداپست، همه مردان ملکه اشاره کرد.